# Киртан
Ки́ртан(а), или санки́ртан(а) (санскр. कीर्तन, IAST: Kīrtana; «повторять») — форма духовной практики в индуизме и сикхизме, заключающаяся в коллективном воспевании имён и славы Бога. Киртан практикуется во всех направлениях индуизма, но наибольшее распространение эта практика получила в вайшнавизме.
Киртан проводится следующим образом: сначала ведущий поёт целиком или по частям мантру, затем все хором её повторяют, затем снова вступает ведущий и т. д. Пение обычно аккомпанируется на мридангах и караталах (маленьких цимбалах), также используется фисгармония и иногда другие инструменты. В киртане, как правило, используются традиционные мелодии. В традиции гаудия-вайшнавизма во время пения принято танцевать — танец считается одним из важных элементов кришнаитского бхакти. Киртаны обычно начинаются медленно, а затем ускоряются. Для каждой стадии киртана существуют свои ритмы мриданги и каратал.

## Значение
Санскритский корень глагола киртт означает «произносить что-либо громко, так, чтобы другие также могли слышать». Значение слова киртан часто трактуется как «громко провозглашать великолепие Всевышнего для того, чтобы все слышали». Задачей практикующего киртан является на время целиком погрузиться в духовную звуковую вибрацию.
Танец является физическим элементом киртана. Когда люди испытывают исключительную степень радости и доверия, им хочется максимально раскрыть свои объятия. Противоположное тоже верно: когда люди раскрывают свои руки, это заставляет их почувствовать радость. Поэтому руки танцующих во время киртана раскрыты и подняты над головой.
Киртан прост, доступен и не требует подготовки, из-за чего является повседневной практикой многих индуистов.

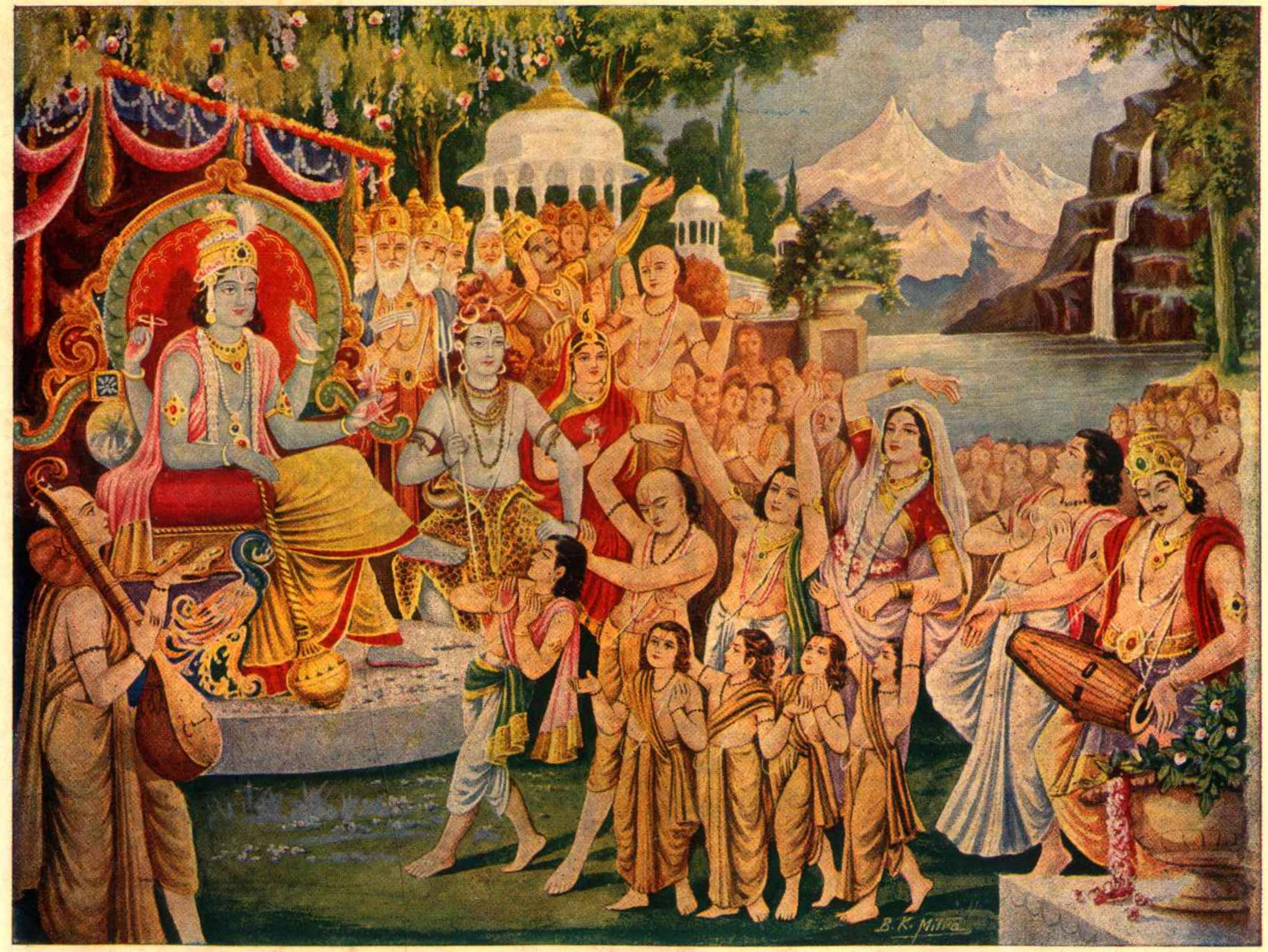
Маха санкиртан

## Киртан в гаудия-вайшнавизме
Начало санкиртане положил в начале XVI века основатель традиции гаудия-вайшнавизма Чайтанья (1486—1534). Переполняемый глубокими религиозными чувствами, Чайтанья вдохновлял своих последователей выходить на улицы индийских городов и деревень, танцуя и воспевая гимны и мантры во славу Кришне. Это уникальное для индуизма нововведение Чайтаньи впоследствии стало отличительной чертой ИСККОН — современного продолжения гаудия-вайшнавской традиции. Основатель ИСККОН Бхактиведанта Свами Прабхупада сделал санкиртану основной формой проповеди. Согласно вероучению кришнаитов, занимаясь санкиртаной и другими видами духовной деятельности под руководством духовного учителя, душа может восстановить свои вечные взаимоотношения с Кришной и вернуться в духовный мир.
Основы учения Чайтаньи содержатся в восьми стихах «Шикшаштаки», где он объясняет значение киртана и эффект, получаемый от его практики. В одном из стихов Чайтанья говорит:
Слава санкиртане Шри Кришны, которая очищает сердце от пыли, накопившейся за долгие годы, и гасит пожар обусловленной жизни, повторяющихся рождений и смертей. Движение санкиртаны — высшее благословение всему человечеству, так как оно распространяет лучи благословляющей луны. В нём — душа всего трансцендентного знания. Оно увеличивает океан духовного блаженства и даёт нам возможность в полной мере насладиться вкусом нектара, которого мы всегда так жаждем.
В Международном обществе сознания Кришны термином «санкиртана» также называется практика распространения/продажи публике религиозной литературы или проповедническая деятельность в целом — практика, которую также называют харина́ма. В 1970-е — 1980-е годы санкиртана являлась основой ИСККОН и главным источником доходов для организации. Собранные на санкиртане денежные пожертвования использовались для поддержания кришнаитских общин и расширения проповеднической миссии основателя ИСККОН Бхактиведанты Свами Прабхупады. В результате значительного уменьшения удельного числа монахов в ИСККОН в 1990-е — 2000-е годы и произошедшего в результате этого спада миссионерской активности, санкиртана перестала играть центральную роль в финансовом поддержании организации. 
Начиная с конца 1970-х годов, практика санкиртаны часто является предметом судебных разбирательств в США и ряде других стран мира. В Америке, ряд дел по санкиртане прошёл все инстанции, включая Верховный суд США.

## Киртан в сикхизме
Традицию киртана в сикхизме, называемую Гурмат-сангит, начал Гуру Нанак в Картарпуре в 1500-х годах. Позднее, традиция была продолжена его последователями, в особенности Гуру Арджаном из Амритсара. Киртан продолжал совершаться в Золотом храме в Амритсаре и других исторических гурудварах, с большим вниманием к рагам, талам и дхуни.
В киртанах сикхи используют гимны из священного писания сикхизма, Шри Гуру Грантх Сахиба. Гимны, называемые шабад, делятся на главы, каждая из которых наименована согласно одной из музыкальных раг: все шабады отдельно взятой главы должны воспеваться согласно определённой раге. Гуру сикхизма придавали киртану огромное значение, называя его «наиболее важным занятием», которое «спасает человека из ада» и в результате которого «все бесконечные страдания уходят прочь, побеждается смерть и душа наслаждается нектаром любви к Богу». Они также говорили, что «в воспевании имени и славы Бога в киртане можно обрести исполнение всех желаний, силу, радость и вечное блаженство», «в этот тёмный век Кали-юги, пение киртана обладает огромной силой» и что «воспевая киртан во славу Господа, имя Его поселяется в уме». В одном из гимнов говорится:
Воспевая киртан в Его славу, мой ум нашёл умиротворение;
Я очистился от грехов, совершённых в бесчисленных воплощениях,
Я нашёл все богатства в моём собственном сердце;

Зачем же тогда я должен идти и искать их где-то?

## Киртан на Западе

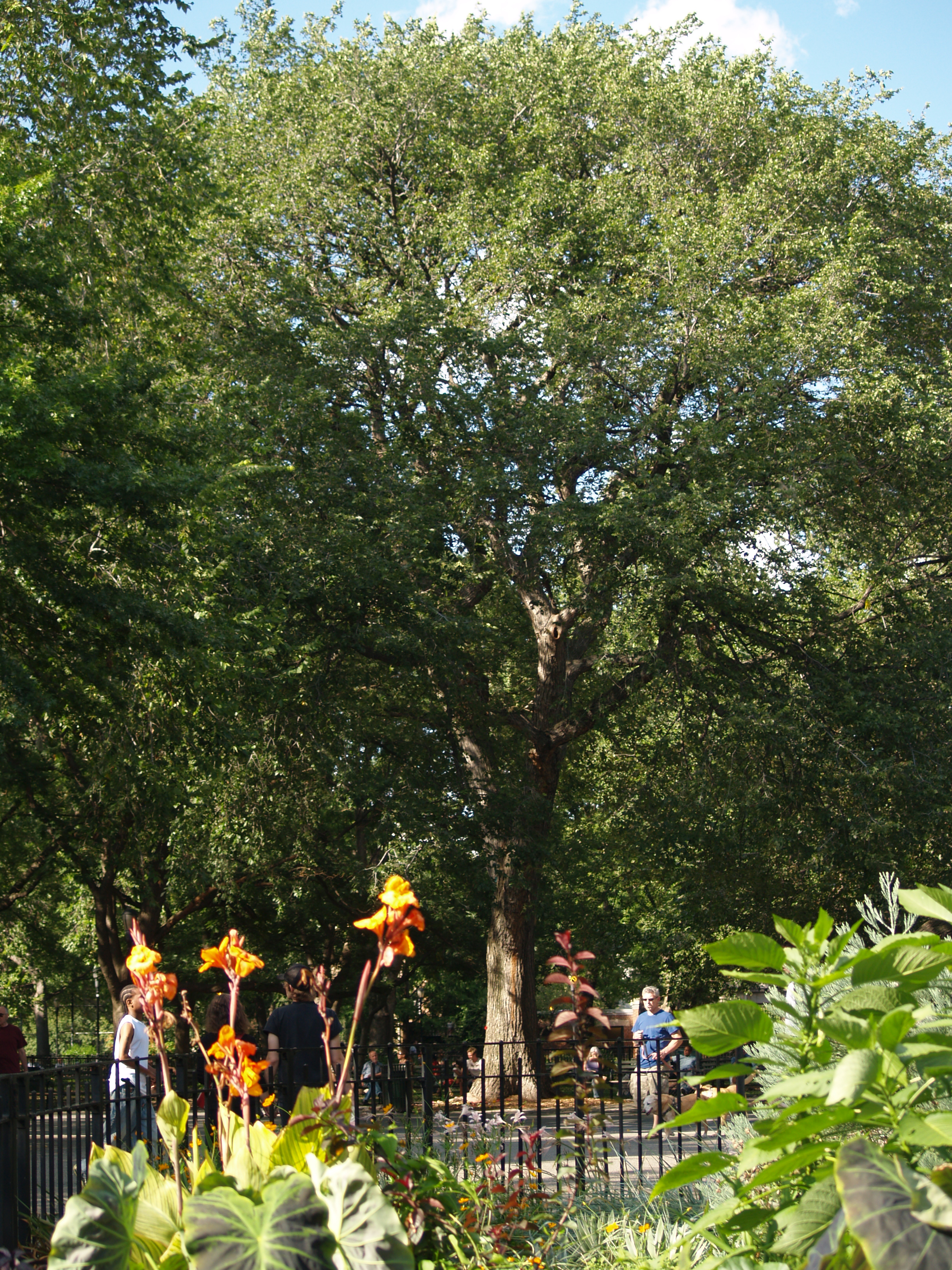
«Дерево Харе Кришна» в Томпкинс-сквер-парке в Нью-Йорке, под которым Бхактиведанта Свами Прабхупада совершил первый известный киртан на открытом воздухе за пределами Индии.

Возможно первый киртан на Западе провёл Парамаханса Йогананда, воспевая бхаджан «Хей Хари Сундара» («О прекрасный Бог») с 3000 аудиторией в Карнеги-холле в 1923 году. Начиная с 1960-х годов киртан начал приобретать популярность на Западе. Первый публичный киртан на открытом воздухе провёл на Западе Бхактиведанта Свами Прабхупада — основатель Международного общества сознания Кришны. Он состоялся 9 октября 1966 года под одним из деревьев в Томпкинс-сквер-парке в Нью-Йорке. В этот день, среди последователей Свами Прабхупады был известный американский поэт-битник Аллен Гинзберг. В 2001 году, под этим деревом, получившим название «дерево Харе Кришна», по распоряжению мэра Нью-Йорка Рудольфа Джулиани в ознаменование этого события была установлена мемориальная доска. За последние полвека, во многом благодаря кришнаитам, традиция киртана распространилась по всему миру. К наиболее популярным исполнителям киртана на западе принадлежат Кришна Дас и Джай Уттал. Современные исполнители киртана часто экспериментируют с использованием неиндийских инструментов, таких как гитара, синтезатор и аккордеон. Также используются элементы западных стилей музыки, таких как джаз или хард-рок.